# Rhachistoplia aurata
Rhachistoplia aurata är en skalbaggsart som beskrevs av Marc Lacroix 1997. Rhachistoplia aurata ingår i släktet Rhachistoplia och familjen Melolonthidae. Inga underarter finns listade i Catalogue of Life.